# Courbe modulaire
En théorie des nombres et en géométrie algébrique une courbe modulaire désigne la surface de Riemann, ou la courbe algébrique correspondante, construite comme quotient du demi-plan de Poincaré H sous l'action de certains sous-groupes Γ d'indice fini dans le groupe modulaire. La courbe obtenue est généralement notée Y(Γ). On appelle Γ le niveau de la courbe Y(Γ). Depuis Gorō Shimura, on sait que ces courbes admettent des équations à coefficients dans un corps cyclotomique, qui dépend du niveau Γ.
Cette courbe n'est jamais compacte. Pour obtenir une courbe compacte, il est nécessaire d'adjoindre à Y(Γ) des points « situés à l'infini ». Il est possible d'obtenir une compactification lisse de Y(Γ) en n'adjoignant qu'un nombre fini de points. La courbe projective obtenue est généralement notée X(Γ), et on appelle pointes paraboliques les points ainsi ajoutés. Il est fréquent, en fonction du contexte, d'appeler courbe modulaire la courbe X(Γ) plutôt que Y(Γ).
Les points de la courbe modulaire Y(Γ) paramètrent les classes d'isomorphismes de courbes elliptiques munies d'une structure additionnelle dépendant du groupe Γ. Cela permet de donner une définition alternative des courbes modulaires comme espaces de modules. Cette approche a l'avantage de donner une définition purement algébrique des courbes modulaires. Elle permet également de retrouver les modèles construits par Shimura, voire de construire des modèles en termes de nombres entiers. Cette construction ouvrit la voie à de nombreuses applications arithmétiques des courbes modulaires.

## Définition analytique et exemples
Le groupe modulaire Γ(1) agit sur le demi-plan de Poincaré par homographies. Pour tout entier N ≥ 1, on note Γ(N), et on appelle N-ième sous-groupe principal de congruence le sous-groupe de Γ(1) formé des classes de matrices congrues modulo N à la matrice identité. La notation est cohérente dans le cas où N = 1. On appelle sous-groupe de congruence (en) un sous-groupe de Γ(1) qui contient le sous-groupe Γ(N) pour au moins un entier N. Ce sont les sous-groupes que l'on peut construire en imposant un nombre fini de relations de congruences aux coefficients matriciels. Par exemple : le sous-groupe Γ0(N) des matrices triangulaires supérieures mod N est un sous-groupe de congruence.
Les courbes modulaires sont les courbes déduites du quotient Γ\H du demi-plan de Poincaré par un sous-groupe de congruence Γ de Γ(1). Lorsque le sous-groupe Γ n'est plus supposé de congruence, mais seulement d'indice fini, on peut encore construire des courbes algébriques à partir du quotient Γ\H, mais en général celles-ci ne sont pas définies sur les corps cyclotomiques et ne sont pas des espaces de modules de courbes elliptiques. 
Les exemples les plus courants sont les courbes notées X(N) et X0(N), associées aux groupes Γ(N) et Γ0(N). Il est possible de construire explicitement la courbe X0(N) à partir d'une seule équation à coefficients rationnels
ΦN(X,Y)=0,
où ΦN(X,Y) désigne le polynôme modulaire correspondant. On appelle courbe modulaire classique (en) la courbe algébrique plane ainsi construite.

## Liens avec leMonstre
il n'y a que très peu de courbes modulaires qui sont de genre 0. Il se trouve qu'elles ont eu un rôle important dans la démonstration du monstrous moonshine. Les corps de fonctions de ces courbes sont chacun engendrés par une seule fonction transcendante sur le corps de définition. Par  exemple la fonction j joue un tel rôle pour la courbe Y(1). Ce générateur est unique à composition près par des homographies. Il est possible, par des considérations arithmétiques, d'isoler un générateur particulier, que l'on nomme Hauptmodul ou fonction modulaire principale. Les premiers coefficients de Fourier de ces fonctions étaient déjà connus au XIXe siècle. Ce sont des nombres entiers. Par exemple, pour la fonction j
{\displaystyle j(\tau )=}{\displaystyle {\frac {\left(1+240\cdot \Sigma _{n\geq 1}{\frac {n^{3}\cdot q^{n}}{1-q^{n}}}\right)^{3}}{q\cdot \Pi _{n\geq 1}(1-q^{n})^{24}}}}{\displaystyle =1/q+744+196844q+}…
où {\displaystyle q=\exp(2\pi i\tau )}. Il apparut que ces coefficients apparaissaient dans les dimensions du plus complexe des groupes sporadiques, le Monstre, dont l'existence n'était alors qu'hypothétique. Ce fut ce qui inspira les conjectures du monstrous moonshine. Ces relations, à l'origine d'apparence fortuite, se révélèrent profonde, faisant intervenir les algèbres de Lie généralisées de Kac-Moody.

## Compactification
Le quotient Γ\H n'est pas compact. Considérons par exemple le chemin décrit dans le demi-plan de Poincaré par τ(y)=yi, lorsque y décrit les nombres réels strictement positifs. La projection de ce chemin dans la courbe modulaire dans Y(Γ) n'a aucune valeur d'adhérence. La courbe compacte X(Γ) est construite de telle sorte que ce chemin a une unique valeur d'adhérence lorsque y tend vers +∞. Cette limite sera une pointe parabolique de X(Γ). Plus précisément les pointes sont construites comme valeurs limites du chemin ci-dessus, ou d'un transformé de celui-ci par une homographie issue de Γ(1). Deux de ces chemins n'aboutiront dans X(Γ) à la même pointe parabolique que lorsqu'ils sont déduits l'un de l'autre par un élément de Γ. Il est aisé de déduire de cette construction une correspondance biunivoque entre les pointes paraboliques de X(Γ) et les orbites de l'action de Γ sur la droite projective P1(Q) sur Q.